# Saigusa Moritomo
Saigusa Moritomo (Japans: 三枝守友) (1537 - Nagashino, 1575) was een samoerai uit de late Sengoku-periode. Hij verwierf faam als een van de Vierentwintig generaals van Takeda Shingen.
Moritomo was een schoonzoon van Yamagata Masakage, een bekende vazal van de Takeda. Hij vocht onder meer in de slag bij Mikatagahara in 1573, en de slag bij Nagashino in 1575. Te Nagashino werd Moritomo gedood toen hij de jongere broer van Shingen, Nobuzane, probeerde te beschermen tegen Sakai Tadatsugu en Kanamori Nagachika.